# André Boulerice
André Boulerice (sinh ngày 8 tháng 5 năm 1946) là một chính khách người Canada đến từ Quebec và là nhà hoạt động vì quyền của người đồng tính. Ông là một thành viên của Quốc hội Quebec cho việc tranh cử của Sainte-Marie–Saint-Jacques ở Montreal.
Sinh ra ở Joliette, Quebec, ông tốt nghiệp ngành giáo dục chuyên ngành từ Cégep du Vieux Montréal. Ông gia nhập Parti Québécois vào năm 1970 và sau đó làm việc cho hội đồng trường Chambly.
Ông lần đầu tiên được bầu vào cơ quan lập pháp trong cuộc bầu cử năm 1985, đại diện cho khu vực bầu cử của Saint-Jacques. Boulerice, một trong những thành viên đồng tính công khai đầu tiên của cơ quan lập pháp, đã được tái đắc cử vào năm 1989, 1994, 1998 và 2003 tại khu vực bầu cử được phân phối lại của Sainte-Marie–Saint-Jacques. Ông cũng là phó lãnh đạo chính phủ, chủ tịch của bộ phận Quebec của Assemblée parlementaire de la Francophonie và bộ trưởng di trú. Ông đã giúp giới thiệu kết hợp dân sự cho các cặp đồng giới. Boulerice đã từ chức vào tháng 9 năm 2005.